# Purper (cabaretgroep)
Purper is een Nederlandse cabaretgroep, met een wisselende samenstelling. Erik Brey en Frans Mulder zijn de twee meest vaste waarden van de groep, die haar stijl omschrijft als close harmony stand-upcomedy, en een springplank is geweest voor diverse schrijvers, zangers, musicalacteurs en cabaretiers.

## Geschiedenis

### Ontstaan
Purper werd opgericht in 1980 door Erik Brey, Haye van der Heyden, Jan Dagevos en Willem Gülcher, die in Utrecht studeerden. Brey en Van der Heyden kenden elkaar al vanaf de basisschool. In 1981 speelden ze op het 't Hoogt Amateurfestival. Daar viel hun close harmony cabaret dusdanig op, dat ze een contract kregen aangeboden van Han Peekel. Samen met regisseur Lex de Regt werkten ze de korte voordracht uit tot een compleet theaterprogramma dat medio 1981 in première ging. Daarnaast trad de groep op in het programma De Lachende Scheerkwast van Wim T. Schippers.
Na het eerste programma verliet Dagevos de groep, daar hij die niet meer kon combineren met zijn studie. De groep werd aangevuld met Toine van Benthem en Adelheid Roosen en begon steeds meer publiek te trekken. Ook was Purper regelmatig op televisie te zien, met name in de programma's van Ivo Niehe. Financieel ging het de groepsleden echter niet voor de wind en na twee shows in deze samenstelling werd besloten de groep op te heffen.

### Het eerste succes
Een paar maanden na het uiteengaan maakten Van der Heyden, Brey en Roosen, op aanraden van George Groot van Don Quishocking, echter een doorstart met als nieuw groepslid Frans Mulder, die naast Brey een constante factor binnen de groep werd. Het programma Purper 4 kant werd de uiteindelijke doorbraak van de groep. Na afloop van de tournee besloot Van der Heyden, die zich al langer ongelukkig voelde met zijn rol in Purper, uit Purper te stappen.
Van der Heyden werd voor het vijfde programma vervangen door Bart Kiene en Karin Bloemen. Bloemen en Roosen bleken elkaar goed aan te vullen en kregen al snel opdrachten buiten Purper, zoals het televisieprogramma De nachtshow van Jack Spijkerman. Beiden stapten na het programma uit Purper en om verder te gaan als duo in diverse televisieprogramma's voor de VARA. Na het vertrek van Kiene, die sowieso maar één programma zou meespelen, was het de vraag of Brey en Mulder door zouden gaan.
In 1987 besloten Brey en Mulder om toch weer te gaan samenwerken onder de naam Purper. De twee zochten een nieuwe impresario en begonnen met schrijven. Als derde lid benaderden ze Ina van Faassen, die dertig jaar ouder was dan Brey en Mulder, maar desondanks toch toestemde. Het programma Dit verhaal werd echter geen succes en een faillissement voor de groep dreigde.

### Uit het dal
Er werden wel plannen gemaakt voor een nieuwe voorstelling. In eerste instantie benaderde de groep Huub Stapel, maar deze zag niets in een samenwerking. Hij wees de groep wel op Alfred van den Heuvel, die op dat moment bij de Haagse Comedie speelde. Daarnaast kwam Angela Groothuizen, die haar groep de Dolly Dots uit elkaar had zien gaan, de groep versterken. Het programma Pastiche! werd een redelijk succes.
Na Pastiche! verliet Groothuizen de groep, om zich meer te kunnen richten op haar televisiewerk. Ze werd vervangen door Jan Simon Minkema, waarmee de groep direct een extra tekstschrijver in haar gelederen kreeg. Het programma Opus 8 werd erg goed ontvangen. Na een jaar besloot Minkema zich weer op het schrijven te richten en lijfde de groep Hans van der Woude in. In het kielzog van Van der Woude raakte echter ook diens partner Friso Wiegersma betrokken bij de groep, die teksten voor Purper begon te schrijven. Het programma ...en dat is negen! werd een groot succes. Halverwege 1993 werden er 13 jubileumvoorstellingen gegeven, ter gelegenheid van het 12½-jarig bestaan van de groep, waarin alle Purperleden tot dan toe acte de présence gaven.
In dezelfde samenstelling als voor het negende programma, maakte de groep het succesvolle Purper 10. Ook het elfde programma, waarin Van der Woude vervangen werd door de jonge Eric Corton, trok volle zalen. Van de programma's 9 tot en met 11 zijn televisieregistraties gemaakt en uitgezonden door de AVRO. Brey gaf gedurende de tournee van Purper Elf aan te willen stoppen met Purper, om zich te kunnen richten op een solocarrière. Er ontstond discussie tussen Brey en Mulder, wie nu feitelijk eigenaar was van de groepsnaam, en of de groep zonder Brey wel doorkon onder de naam Purper.

### Purper onder leiding van Mulder
De heren kwamen uiteindelijk overeen, zodat Mulder wél door kon gaan met de groep. Er werd gewerkt aan een nieuw programma, dat de naam Sixpack meekreeg. De groep werd uitgebreid met Perry Dossett, en lijfde Martin van Dijk en Tom Barlage in als nieuwe muzikale motoren. Corton stapte gedurende de tour uit de groep. Hij werd voor de rest van de tournee vervangen door Hugo Haenen. Hierna begon de groep als vijftal aan het programma Purper XX, dat terugwees op het twintigjarig bestaan van Purper. Het succes leek echter terug te lopen. Tegen het einde van de tour deed Mulder de mededeling dat Purper, in ieder geval voorlopig, werd opgeheven.
In 2001 kwam Purper terug, met naast Mulder en Van den Heuvel, Trudy Labij in Purper Extra Editie. Marco Braam werd de nieuwe muzikale leider, hoewel hij op het toneel nog een bescheiden rol innam. Het programma werd matig ontvangen. Van den Heuvel ging spelen in de door Van der Heyden geschreven comedyserie Kinderen Geen Bezwaar en verliet de groep. In 2004 begon Mulder met Braam aan het programma Revue?!. Nelly Frijda, Hilke Bierman en Ara Halici waren de nieuwe leden. In 2005 speelde Mulder een solovoorstelling, geproduceerd onder het Purper-'handelsmerk'.
In 2004 stonden Mulder én Brey overigens in de musical Nonsens, Lieve Heren, samen met onder anderen oud-lid Dosset en later lid Jon van Eerd.

### Herleving
In 2006 opperde Brey aan Mulder het idee om evenals in 1993 een jubileumvoorstelling te doen. Van den Heuvel leek een logische derde man en als vierde lid werd Tony Neef aangetrokken. Marco Braam bleef muzikaal aanwezig. Nadat bleek dat Van den Heuvel niet terug zou keren, kwam Jos Brink in het zicht. Op de dagen dat Neef andere verplichtingen had, speelde Rop Verheijen, met wie Brey in de musical Ti Ta Tovenaar had gespeeld. Daarnaast zocht Purper vrouwelijke gast-vedettes als aanvulling. Corry Brokken en Anneke Grönloh volgden elkaar op tijdens de tour. Purper 100, een vooruitblik werd een mix van oude en nieuwe nummers en een groot succes. De tournee werd afgesloten in Koninklijk Theater Carré, waar Adèle Bloemendaal, Angela Groothuizen en Karin Bloemen als gast-zangeressen meededen. 
Er werd besloten in dezelfde samenstelling een nieuw programma te maken, waarbij Braam overigens 'volledig lid' werd. In de aanloop van het programma 101 bleek Jos Brink ongeneeslijk ziek te zijn. Hij moest zich terugtrekken uit het programma en overleed op 17 augustus 2007. De andere vier Purper-mannen waakten bij zijn kist in de foyer van Carré, waar het publiek afscheid kon nemen. De lege plek in de groep werd ingevuld door Jon van Eerd. Bij de première werd de dvd Jos Brink in Purper 100 gepresenteerd, behalve een registratie van het Purper-programma ook een hommage aan Brink. Tegen het einde van de tournee had Van Eerd andere verplichtingen en werd op zijn beurt weer vervangen door Johnny Kraaijkamp jr.
De groep ging door met Purper sinds 1980. Na Van Eerd/Kraaijkamp kwam Gerrie van der Klei bij de groep. Voor het daarop volgende programma Purper in Concert werd Verheijen opgevolgd door Tony Neef, die ten tijde van Purper 100 juist door Verheijen werd vervangen. Het was de bedoeling dat ook Van der Klei mee zou spelen, maar bij haar werd kanker ontdekt. Het programma moest op het laatste moment aangepast worden. Aan het einde van de tournee kon ze nog wel een aantal avonden met 'haar Purper-mannen' op de planken staan.
In 2011 speelde Purper, waarvan alleen Mulder en Braam doorgingen, Ik zou je het liefste in een doosje willen doen, een liedjesprogramma in het teken van Annie M.G. Schmidt, genoemd naar een van haar bekendste werken. Het werd geproduceerd door V&V Entertainment (Albert Verlinde en Roel Vente). Sandra Reemer, Daphne Flint, Ron Link en Esmée van Kampen vormden de rest van de cast. Hoewel volgens Frans 'Purper is Purper is Purper' bleef, verdween de groepsnaam wat naar de achtergrond. Het programma dat volgde, ging wél weer voluit onder de naam Purper de planken op. Voor Purper Helden, aangekondigd als een 'cabaretmusical', vroeg Mulder Marjolijn Touw naast hem. Marco Braam bleef als muzikaal leider en Jeroen Hardijzer had een bijrol. In mei 2012 maakte Mulder bekend dat hij zou stoppen met het spelen van cabaret en dat daarmee ook aan Purper definitief een einde zou komen.

### Dames en toch weer heren
Toch duurde het niet lang voordat de naam Purper weer op zou duiken. Het oer-Purper-trio Brey, Dagevos en Van der Heyden maakte dat najaar bekend dat ze de theaters in zouden gaan met Toen We Jongens Waren. En in november kondigde zich daarnaast toch ook weer een 'officieel' Purper-programma aan; uniek vanwege het feit dat het deze keer een volledige vrouwengroep betrof: Gerrie van der Klei (wederom), Céline Purcell, Anouk van Nes en Mylou Frencken speelden in seizoen 2013/2014 Purper Ladies!, geschreven door Mulder. (regie: Frans Schraven). Jette van der Meij werd gevraagd om af te wisselen met Van der Klei, die nu te maken kreeg met een verdikking op de stembanden. Purcell stopte vanwege haar zwangerschap met Purper; tijdens de laatste weken van de tournee nam Mirthe Bron haar plaats in. De samenwerking beviel de dames prima. Ná hun Purpertijd maakten ze als Dames Eerst (in de samenstelling met Van der Klei en Bron) kortlopende voorstellingen o.a. ter gelegenheid van het WK (2014) en de Provinciale Staten-verkiezingen (2015).
Eind 2016 stonden Brey, Mulder en ook van Van den Heuvel weer samen op de planken met Purper's Vier Jaargetijden. Ze hadden Diederick Ensink gevraagd of hij mee wilde doen in het programma, dat zo'n drie maanden zou lopen (onder het mom van 'kort maar hevig'). Het programma werd goed ontvangen en dat gaf aanleiding tot een reprise, aan het begin van het nieuwe theaterseizoen van 2017. Een opvolger kwam er ook met Purper's passie (2018), waarbij Brey, Mulder en Ensink Anne van Veen verwelkomden in de groep.
In de daarop volgende periode maakte Mulder voorstellingen, niet per se als Purper, maar wel met verschillende collega's die ook al eens lid waren geweest; Het is nogal fris voor de tijd van het jaar (2019, met Labij en Ensink), Brieven aan mijn hond (2019/202 met Ensink, als 'Halfje Purper') en 'Samen solo' (2021/2022, met Touw en Braam).

## Overzicht van leden
| Leden                 | 1 | 2 | 3 | 4 | 5 | 6 | 7 | 8 | 9 | GALA | 10 | 11 | 12 | 13 | 14 | 15 | 16 | 17 | 18 | 19 | 20 | 21 | 22 | 23 | 24 |
| --------------------- | - | - | - | - | - | - | - | - | - | ---- | -- | -- | -- | -- | -- | -- | -- | -- | -- | -- | -- | -- | -- | -- | -- |
| Erik Brey             | 1 | 2 | 3 | 4 | 5 | 6 | 7 | 8 | 9 | GALA | 10 | 11 |    |    |    |    | 16 | 17 | 18 | 19 |    |    |    | 23 | 24 |
| Frans Mulder          |   |   |   | 4 | 5 | 6 | 7 | 8 | 9 | GALA | 10 | 11 | 12 | 13 | 14 | 15 | 16 | 17 | 18 | 19 | 20 | 21 |    | 23 | 24 |
| Diederick Ensink      |   |   |   |   |   |   |   |   |   |      |    |    |    |    |    |    |    |    |    |    |    |    |    | 23 | 24 |
| Anne van Veen         |   |   |   |   |   |   |   |   |   |      |    |    |    |    |    |    |    |    |    |    |    |    |    |    | 24 |
| Oud-leden             |   |   |   |   |   |   |   |   |   |      |    |    |    |    |    |    |    |    |    |    |    |    |    |    |    |
| Haye van der Heyden   | 1 | 2 | 3 | 4 | 5 |   |   |   |   | GALA |    |    |    |    |    |    |    |    |    |    |    |    |    |    |    |
| Jan Dagevos           | 1 |   |   |   |   |   |   |   |   | GALA |    |    |    |    |    |    |    |    |    |    |    |    |    |    |    |
| Willem Gulcher        | 1 | 2 | 3 |   |   |   |   |   |   | GALA |    |    |    |    |    |    |    |    |    |    |    |    |    |    |    |
| Adelheid Roosen       |   | 2 | 3 | 4 | 5 |   |   |   |   | GALA |    |    |    |    |    |    |    |    |    |    |    |    |    |    |    |
| Toine van Benthem     |   | 2 | 3 |   |   |   |   |   |   | GALA |    |    |    |    |    |    |    |    |    |    |    |    |    |    |    |
| Karin Bloemen         |   |   |   |   | 5 |   |   |   |   | GALA |    |    |    |    |    |    | 16 |    |    |    |    |    |    |    |    |
| Bart Kiene            |   |   |   |   | 5 |   |   |   |   | GALA |    |    |    |    |    |    |    |    |    |    |    |    |    |    |    |
| Ina van Faassen       |   |   |   |   |   | 6 |   |   |   | GALA |    |    |    |    |    |    |    |    |    |    |    |    |    |    |    |
| Angela Groothuizen    |   |   |   |   |   |   | 7 |   |   | GALA |    |    |    |    |    |    | 16 |    |    |    |    |    |    |    |    |
| Alfred van den Heuvel |   |   |   |   |   |   | 7 | 8 | 9 | GALA | 10 | 11 | 12 | 13 | 14 |    |    |    |    |    |    |    |    | 23 |    |
| Jan Simon Minkema     |   |   |   |   |   |   |   | 8 |   | GALA |    |    |    |    |    |    |    |    |    |    |    |    |    |    |    |
| Hans van der Woude    |   |   |   |   |   |   |   |   | 9 | GALA | 10 |    |    |    |    |    |    |    |    |    |    |    |    |    |    |
| Eric Corton           |   |   |   |   |   |   |   |   |   |      |    | 11 | 12 |    |    |    |    |    |    |    |    |    |    |    |    |
| Martin van Dijk       |   |   |   |   |   |   |   |   |   |      |    |    | 12 | 13 |    |    |    |    |    |    |    |    |    |    |    |
| Tom Barlage           |   |   |   |   |   |   |   |   |   |      |    |    | 12 | 13 |    |    |    |    |    |    |    |    |    |    |    |
| Perry Dossett         |   |   |   |   |   |   |   |   |   |      |    |    | 12 | 13 |    |    |    |    |    |    |    |    |    |    |    |
| Hugo Haenen           |   |   |   |   |   |   |   |   |   |      |    |    | 12 |    |    |    |    |    |    |    |    |    |    |    |    |
| Trudy Labij           |   |   |   |   |   |   |   |   |   |      |    |    |    |    | 14 |    |    |    |    |    |    |    |    |    |    |
| Marco Braam           |   |   |   |   |   |   |   |   |   |      |    |    |    |    | 14 | 15 | 16 | 17 | 18 | 19 | 20 | 21 |    |    |    |
| Nelly Frijda          |   |   |   |   |   |   |   |   |   |      |    |    |    |    |    | 15 |    |    |    |    |    |    |    |    |    |
| Hilke Bierman         |   |   |   |   |   |   |   |   |   |      |    |    |    |    |    | 15 |    |    |    |    |    |    |    |    |    |
| Ara Halici            |   |   |   |   |   |   |   |   |   |      |    |    |    |    |    | 15 |    |    |    |    |    |    |    |    |    |
| Jos Brink             |   |   |   |   |   |   |   |   |   |      |    |    |    |    |    |    | 16 | 17 |    |    |    |    |    |    |    |
| Tony Neef             |   |   |   |   |   |   |   |   |   |      |    |    |    |    |    |    | 16 |    |    | 19 |    |    |    |    |    |
| Rop Verheijen         |   |   |   |   |   |   |   |   |   |      |    |    |    |    |    |    | 16 | 17 | 18 |    |    |    |    |    |    |
| Corry Brokken         |   |   |   |   |   |   |   |   |   |      |    |    |    |    |    |    | 16 |    |    |    |    |    |    |    |    |
| Anneke Grönloh        |   |   |   |   |   |   |   |   |   |      |    |    |    |    |    |    | 16 |    |    |    |    |    |    |    |    |
| Jon van Eerd          |   |   |   |   |   |   |   |   |   |      |    |    |    |    |    |    |    | 17 |    |    |    |    |    |    |    |
| Johnny Kraaijkamp jr. |   |   |   |   |   |   |   |   |   |      |    |    |    |    |    |    |    | 17 |    |    |    |    |    |    |    |
| Gerrie van der Klei   |   |   |   |   |   |   |   |   |   |      |    |    |    |    |    |    |    |    | 18 |    |    |    | 22 |    |    |
| Sandra Reemer         |   |   |   |   |   |   |   |   |   |      |    |    |    |    |    |    |    |    |    |    | 20 |    |    |    |    |
| Ron Link              |   |   |   |   |   |   |   |   |   |      |    |    |    |    |    |    |    |    |    |    | 20 |    |    |    |    |
| Daphne Flint          |   |   |   |   |   |   |   |   |   |      |    |    |    |    |    |    |    |    |    |    | 20 |    |    |    |    |
| Esmée van Kampen      |   |   |   |   |   |   |   |   |   |      |    |    |    |    |    |    |    |    |    |    | 20 |    |    |    |    |
| Marjolijn Touw        |   |   |   |   |   |   |   |   |   |      |    |    |    |    |    |    |    |    |    |    |    | 21 |    |    |    |
| Jeroen Hardijzer      |   |   |   |   |   |   |   |   |   |      |    |    |    |    |    |    |    |    |    |    |    | 21 |    |    |    |
| Céline Purcell        |   |   |   |   |   |   |   |   |   |      |    |    |    |    |    |    |    |    |    |    |    |    | 22 |    |    |
| Mylou Frencken        |   |   |   |   |   |   |   |   |   |      |    |    |    |    |    |    |    |    |    |    |    |    | 22 |    |    |
| Anouk van Nes         |   |   |   |   |   |   |   |   |   |      |    |    |    |    |    |    |    |    |    |    |    |    | 22 |    |    |
| Jette van der Meij    |   |   |   |   |   |   |   |   |   |      |    |    |    |    |    |    |    |    |    |    |    |    | 22 |    |    |
| Mirthe Bron           |   |   |   |   |   |   |   |   |   |      |    |    |    |    |    |    |    |    |    |    |    |    | 22 |    |    |

## Programma's
| Programma                                       | Speeltijd  | Deelnemers | Bijzonderheden |
| ----------------------------------------------- | ---------- | --- | --- |
| Purper 1: Absurditeit & gekte in close-harmony  | 1981-1982  | Haye van der Heyden Erik Brey Jan Dagevos Willem Gulcher | |
| Purper: Comedy & close harmony                  | 1982-1983  | Haye van der Heiden Erik Brey Willem Gulcher Toine van Benthem Adelheid Roosen | |
| Purper 3                                        | 1984-1985  | Haye van der Heiden Erik Brey Willem Gulcher Toine van Benthem Adelheid Roosen | Dezelfde samenstelling als Purper: Comedy & close harmony. |
| 4KANT                                           | 1985-1986  | Haye van der Heiden Erik Brey Adelheid Roosen Frans Mulder | |
| De vijfde van Purper                            | 1986-1987  | Erik Brey Adelheid Roosen Frans Mulder Karin Bloemen Bart Kiene | |
| Dit verhaal                                     | 1987-1989  | Erik Brey Frans Mulder Ina van Faassen | |
| Pastiche!                                       | 1989-1990  | Erik Brey Frans Mulder Alfred van den Heuvel Angela Groothuizen | Aanvankelijk wilde Purper Huub Stapel bij het gezelschap vragen, deze zag hier niets in, maar tipte Mulder over Van den Heuvel. |
| Opus 8                                          | 1990-1991  | Erik Brey Frans Mulder Alfred van den Heuvel Jan Simon Minkema | |
| ...en dat is negen!                             | 1991-1993  | Erik Brey Frans Mulder Alfred van den Heuvel Hans van der Woude | |
| Purper Gala                                     | 1993       | Haye van der Heiden Erik Brey Jan Dagevos Willem Gulcher Toine van Benthem Adelheid Roosen Frans Mulder Karin Bloemen Bart Kiene Ina van Faassen Alfred van den Heuvel Angela Groothuizen Jan Simon Minkema Hans van der Woude | Jubileumprogramma van 13 voorstellingen naar aanleiding van het 12½-jarig bestaan van de groep, waarin alle oud leden act de présence deden. |
| Purper 10                                       | 1993-1995  | Erik Brey Frans Mulder Alfred van den Heuvel Hans van der Woude | Dezelfde samenstelling als ...en dat is negen!. |
| Purper elf                                      | 1995-1997  | Erik Brey Frans Mulder Alfred van den Heuvel Eric Corton | |
| Sixpack                                         | 1997-1998  | Frans Mulder Alfred van den Heuvel Eric Corton Martin van Dijk Tom Barlage Perry Dossett Hugo Haenen | Met het vertrek van Brey is de groepssamenstelling één keer in het geheel veranderd t.o.v. de oprichting. Corton liet zich halverwege de tournee vervangen door Haenen; Dit was de eerste keer dat dat er een ledenwisseling plaatsvond tijdens de loop van een programma.                                |
| Purper XX                                       | 1999-2000  | Frans Mulder Alfred van den Heuvel Martin van Dijk Tom Barlage Perry Dossett | |
| Purper extra editie                             | 2002-2003  | Frans Mulder Alfred van den Heuvel Trudy Labij | Met Marco Braam als begeleider. |
| Revue?!                                         | 2004-2005  | Frans Mulder Nelly Frijda Hilke Bierman Ara Halici | Met Marco Braam als begeleider. |
| Purper 100; een vooruitblik                     | 2006-2007  | Frans Mulder Erik Brey Jos Brink Tony Neef/Rop Verheijen Corry Brokken/Anneke Grönloh | Met Marco Braam als begeleider. Neef liet zich vervangen door Verheijen. Gast-diva Brokken werd bij de reprise vervangen door Gröhnloh. In de laatste twee voorstellingen in Koninklijk Theater Carré werd deze plaats ingenomen door Adèle Bloemendaal en oud-leden Angela Groothuizen en Karin Bloemen. |
| Purper 101; a purrfect performance              | 2007-2008  | Frans Mulder Erik Brey Marco Braam Rop Verheijen Jos Brink Jon van Eerd Johnny Kraaijkamp jr. | Jos Brink speelde mee tijdens de try-outs van het programma, maar moest afhaken in verband met darmkanker en werd vervangen door Van Eerd. Van Eerd werd op zijn beurt voor de laatste voorstellingen vervangen door Kraaijkamp.                                                                          |
| Purper sinds 1980                               | 2008-2009  | Frans Mulder Erik Brey Rop Verheijen Marco Braam Gerrie van der Klei | |
| Purper in concert                               | 2009-2010  | Frans Mulder Erik Brey Marco Braam Tony Neef | Van der Klei moest afhaken voor deze voorstelling, nadat bij haar keelkanker was geconstateerd. Na Brey (bij Purper 100) komt nu ook Neef terug bij Purper. |
| Ik zou je het liefste in een doosje willen doen | 2011       | Frans Mulder Marco Braam Sandra Reemer Daphne Flint Ron Link Esmée van Kampen | Recordaantal dames in een regulier programma. |
| Purper Helden                                   | 2011-2012  | Frans Mulder Marco Braam Marjolijn Touw Jeroen Hardijzer | |
| Purper Ladies!                                  | 2013-2014  | Gerrie van der Klei Céline Purcell Mylou Frencken Anouk van Nes Jette van der Meij Mirthe Bron | Jette van der Meij was alternate van Gerrie van der Klei. Mirthe Bron verving tijdens de laatste speelweken Céline Purcell. |
| Purper's Vier Jaargetijden                      | 2016, 2017 | Erik Brey Frans Mulder Alfred van den Heuvel Diederick Ensink | Terugkeer van Mulder, tweede terugkeer zelfs voor Brey en Van den Heuvel. |
| Purper's Passie                                 | 2018       | Erik Brey Frans Mulder Diederick Ensink Anne van Veen | |

## Discografie
- 1992 ...en dat is negen!
- 1997 Sixpack
- 1999 Purper XX
- 1999 Extra editie
- 2009 De kleuren van Purper sinds 1980

## Videografie
- 2007 Purper 100 met Jos Brink
- 2009 4x Purper (verzamelbox met ...en dat is negen!, Purper Gala, Tien en Elf)